# Jeremy Karne
Jeremy Karne, meglio noto come Kid Karnevil, o più semplicemente Karnevil, è un personaggio dei fumetti pubblicati dalla DC Comics. È un supercriminale nell'Universo DC, un membro di diverse squadre come The Pentacle e l'organizzazione nazista chiamata Il Quarto Reich. Kid Karnevil comparve per la prima volta in Shadowpact n. 1 (luglio 2006) e fu creato da Bill Willingham.
Kid Karnevil saltò all'occhio quando fu protagonista nel terzo volume della serie Justice Society of America. Finse di essere Billy Armstrong, alias All-American Kid. Divenne membro della Justice Society of America per un brevissimo periodo poiché era sotto copertura per conto del Quarto Reich, una squadra nazista di supercriminali che la JSA aveva affrontato in precedenza.
All-America Kid sembra una parodia dell'eroe della Marvel Comics, Bucky, un adolescente patriottico che servì come spalla di Capitan America. L'intero concetto di All-America Kid fu simile a quello di Bucky, così come il suo costume, la storia e il fatto che entrambi furono spalle di eroi patriottici.

## Storia editoriale
Nel 2006, Jeremy Karne comparve per la prima volta in Shadowpact n. 1. Comparve in due numeri successivi per poi non essere più visto per oltre un anno. Ricomparve quindi nel n. 13, marcando la sua comparsa finale nella serie. Un anno dopo, nel 2008, ricomparve in quasi ogni numero della miniserie in sette numeri Salvation Run.
Poi, all'inizio del 2009, ebbe una breve comparsa in Justice Society of America vol. 3 n. 24. Non ricomparve fino al n. 29, in cui ebbe un ruolo fondamentale nella serie, per poi divenirne un protagonista. Tra i n. 29 e n. 40, comparve in ogni numero, ad eccezione dei n. 35 e n. 39. Comparve per l'ultima volta nel n. 40.

## Biografia del personaggio
Jeremy Karne, appena ragazzo, era un assassino e un sociopatico noto nell'ambiente come Kid Karnevil. Fu membro di una squadra chiamata The Pentacle (Il Pentacolo), una controparte malvagia dei Shadowpact. Affermò che una volta morì, e fu mandato all'Inferno per i suoi peccati; una volta arrivato lì fu buttato fuori a calci e riportato in vita perché spaventava i demoni. Quando The Pentacle affrontò lo Shadowpact, Jeremy catturò il Detective Chimp e lo legò ad un palo preparandosi a torturarlo e ucciderlo. Tuttavia, Chimp riuscì a liberarsi e a sconfiggerlo, lasciando poi il ragazzo legato al palo. Successivamente, Jeremy e il resto della sua squadra furono trasportati alla Torre Nera, una prigione di un'altra dimensione. Jeremy riuscì a fuggire dalla dimensione attraverso un portale che portava i beni dalla Terra dopo aver battuto la sua guardia ed essersi vantato di aver progettato tutto per mesi.
Jeremy fu quindi mandato alla Salvezza dove incontrò il Joker e dopo avergli detto che lui era il suo modello, avrebbe cercato di somigliargli più di quanto il Joker fosse sé stesso, ma anche che decise di farlo più avanti, un giorno, dopo averlo ucciso. Joker, senza curarsene disse "Ci hanno provato in molti. Nessuno ha avuto successo". Successivamente, mentre fuggivano dalla Salvezza, il Joker schiaffeggiò Jeremy dicendogli "A nessuno piacciono gli imitatori!".

### Infiltrato nella Justice Society
Jeremy assunse l'identità di Billy Armstrong, All-American Kid, e mentì alla Justice Society of America dicendo che il suo predecessore, William Armstrong, fu il primo All-American Kid e che una volta fu la spalla di Tex Thompson. "Billy" fu quindi inserito come spalla di Mister America.
Jeremy finse presto di essere sotto controllo mentale e finse di resistere quando prese un coltello e lo conficcò nella schiena di Mr. Terrific. Quando la JSA lo interrogò, egli mentì di nuovo, dicendo di non ricordare nulla. Riuscì invece a sviare le accuse verso King Chimera, quando Jeremy sollevò delle domande a proposito dei poteri di Chimera mentre nel frattempo gli altri ascoltavano la cassetta che faceva sentire Jeremy resistere, nascosto all'oscuro dei due.
Quando il quartier generale della JSA fu attaccato da numerosi criminali, Jeremy afferrò Obsidian, che fu tramutato in un uovo oscurato. Una donna in una forma scusa e ombrosa, più avanti rinominata Ombra di Guerra, comparve al suo fianco e Jeremy le passò Obsidian come parte della sua missione. Mentre Ombra di Guerra se ne andava, Mr. Terrific raggiunse Jeremy e gli disse che lui sapeva chi era in realtà. Jeremy rivelò di averlo accoltellato perché sapeva che avrebbe immaginato la sua vera identità. Rivelò anche che giorni prima aveva predisposto un dispositivo di illuminazione che avrebbe tramutato Obsidian in un uovo. Jeremy si preparò, quindi, ad uccidere Mr. Terrific, ma le sue Sfere-T si mossero per prime e misero il giovane fuori combattimento.

### Il Quarto Reich
Dopo che la JSA si divise in due squadre, la squadra mantenne Jeremy sotto la propria custodia. Quando decisero di metterlo nelle mani delle autorità, la squadra di Jeremy, un'organizzazione nazista di nome Quarto Reich, attaccò istantaneamente la JSA. Si scoprì che il Quarto Reich lo utilizzava come fonte di potere per il loro Motore d'Oscurità, una macchina che negava i super poteri, cosa che loro attivarono durante lo scontro con la JSA.
Ci fu un salto nel tempo, rivelando che vent'anni nel futuro la meta-popolazione fu decimata, e che i sopravvissuti, uno dei quali era Mr. Terrific, erano tenuti in campi di concentramento, e che Jeremy, ora adulto, era il Führer del Quarto Reich. Come parte del piano di Mr. Terrific, lui e gli altri ex eroi si ribellarono contro i nazisti al fine di permettere a Mr. Terrific di raggiungere il Motore d'Oscurità e spegnerlo. Tuttavia, mentre si faceva strada fino al suo obiettivo, decise di telefonare al suo sé passato e intervenire nei piani del Quarto Reich fin dall'inizio.
Quando fece la chiamata, avvenne appena prima che fosse dichiarato morto per accoltellamento da parte di Jeremy. Il Mr. Terrific ferito capì quindi come schiudere l'uovo che teneva Obsidian prigioniero. Obsidian fu liberato e il quartier generale della JSA fu attaccato, e quando Jeremy andò in cerca di Obsidian, pensando che fosse ancora nella sua forma ovale, l'eroe si presentò in piena forma, e mise Jeremy fuori gioco. Alla fine, Obsidian rivelò che Jeremy e il resto del Quarto Reich era in prigione in attesa di un processo.

## Caratterizzazione
Jeremy fu sempre descritto come un adolescente ingannevole, omicida, crudele e pazzo. I suoi compagni di squadra del Pentacle lo conoscevano per la reputazione di pluriomicida e per i crimini che commise, nonché per la sua ossessione per gli omicidi. Jeremy affermò che uccideva solo coloro che lo annoiavano, coloro che trovava divertente uccidere, o chiunque altero che poteva attirare il suo interesse. Jeremy non faceva neanche differenza con i suoi compagni di squadra, dicendo a Strega, la leader del Pentacle, ad esempio, che la avrebbe uccisa prima o poi. E anche lei dovette ammettere che per quanto Jeremy fosse il meno potente era però il più mostruoso.
Jeremy è meglio noto per tradire i suoi compagni di squadra, o chiunque egli affermi di non piacergli. Anche se ammise che il Joker era il suo idolo, affermò lo stesso che lo avrebbe ucciso un giorno, e che avrebbe utilizzato la sua pelle come mantello. Mr. Terrific una volta affermò che Jeremy aveva sulla coscienza ben oltre 30 omicidi. Nel futuro alternativo, quando Jeremy fu il Führer del Quarto Reich, mostro razzismo nei confronti di Mr. Terrific e lo ridicolizzò per la sua nazionalità.

### Origini
Non furono mai rivelate delle vero origini per Jeremy. Fu affermato da Bagman, un compagno di squadra di Jeremy nel Pentacle, che sentì che Jeremy morì e andò all'Inferno per i suoi peccati, ma che fu cacciato fuori perché "spaventava lo staff". Jeremy affermò che anche se i demoni avevano una reputazione spaventevole, di fronte ad una persona che, come la mise lui stesso "qualcuno che sa esattamente cosa sta facendo", diventavano schizzinosi. Jeremy affermò quindi "Diciamo che ho insegnato loro una cosa o due a proposito di quella che chiamano la loro così detta area di competenza".

### Descrizione
Jeremy fu raffigurato in diversi costumi. In Shadowpact, indossò una maschera nera, una bandana rossa intorno al collo, una camicia marrone, pantaloni neri e stivali grigi. Indossò esattamente lo stesso costume in Salvation Run ad eccezione della camicia che era arancione invece che marrone. Quando utilizzò l'alias di All-American Kid, sembrò molto più adulto, i suoi capelli erano più corti, e indossò un costume rosso, bianco e blu, che rappresentava la bandiera nazionale americana, mentre si fingeva spalla di Mr. America. Sulla copertina di Justice Society of America vol. 3 n. 37, indossò un costume nero e rosso con sopra il simbolo nazista; tuttavia non gliela si vide indossare che solo sulla copertina di questo numero.

## Poteri e abilità
Jeremy non possiede alcuna abilità super umana ma affermò che una volta morì e che spaventò i demoni dell'Inferno così a fondo da costringerli a resuscitarlo, facendo presumere ad una possibile immortalità. Allo stesso tempo, Jeremy spiegò che la sua vera forza derivava dalla forza di volontà e che nessuno poteva dirgli cosa fare. È abile in ogni metodo di tortura e omicidio e esibì dei livelli di abilità acrobatica e ginnastica in numerose comparse.